# Кахлина, Кристиян
Кристиян Кахлина (хорв. Kristijan Kahlina; род. 24 июля 1992 года, Загреб, Хорватия) — хорватский футболист, вратарь клуба MLS «Шарлотт».

## Клубная карьера
Воспитанник столичного «Динамо», за первую команду не дебютировал, единственный раз в заявку попал 19 сентября 2010 года на матч против «Загреба». Зимой 2011 года перешёл в клуб Второй лиги «Виноградар». Дебютировал 20 августа в игре с «Мосором», пропустив три гола. Первый «сухой» матч провёл против «Сесвете» 2 октября. Летом 2013 года из-за финансовых проблем «Виноградар» был переведён в пятый дивизион, а Кахлина присоединился к «Лучко», за который дебютировал 18 августа в матче против «Помораца», пропустив гол. В 2015 году перешёл в словенский клуб «Копер». Первый матч в Первой лиге провёл 18 октября против столичной «Олимпии», пропустив один мяч. Следующим летом вернулся на родину, присоединившись к «Горице» из Велика-Горицы. Дебютировал 7 сентября 2016 года в матче против «Сесвете», пропустив гол. В следующем сезоне с командой занял первое место и вышел в НХЛ, где дебютировал 28 июля в игре с «Риекой», пропустив два мяча. 20 апреля 2019 года провёл 100-й матч за клуб. В том же году стал капитаном клуба. 
В январе 2021 года главным тренером болгарского «Лудогорца» стал Валдас Дамбраускас, бывший до этого два года главным тренером «Горицы». 28 февраля на правах аренды с правом выкупа на сумму около одного миллиона евро в клуб перешёл Кахлина. Дебютировал 20 марта в игре с «Царско село», пропустив один гол. В том сезоне в составе клуба стал чемпионом Болгарии. В июне присоединился к клубу на постоянной основе. 17 июля вышел в стартовом составе на матч за Суперкубок против столичного ЦСКА, отстояв матч на ноль. 16 сентября в игре с «Мидтьюлланном» дебютировал в Лиге Европы, пропустив один гол.
В декабре того же года присоединился к новому клубу MLS «Шарлотт», подписав трёхлетний контракт с правом продления ещё на год. Дебютировал 27 февраля 2022 года в игре с «Ди Си Юнайтед», пропустив три гола. 20 октября 2024 года против того же соперника провёл 100-й матч за клуб. 12 ноября того же года был назван вратарём года в MLS и включён в команду года. В общей сложности за сезон он сделал 121 сейв и стал первым вратарем по проценту отражённых ударов (75,63%).

## Карьера в сборной
Выступал за сборную до 19 лет.

## Достижения

### Командные
«Горица» Велика-Горица
- Победитель Второй лиги: 2017/18

«Лудогорец»
- Чемпион Болгарии: 2020/21
- Обладатель Суперкубка Болгарии: 2021

### Индивидуальные
- Вратарь года в MLS: 2024
- Лучшие 11 MLS: 2024